# アンサンブル

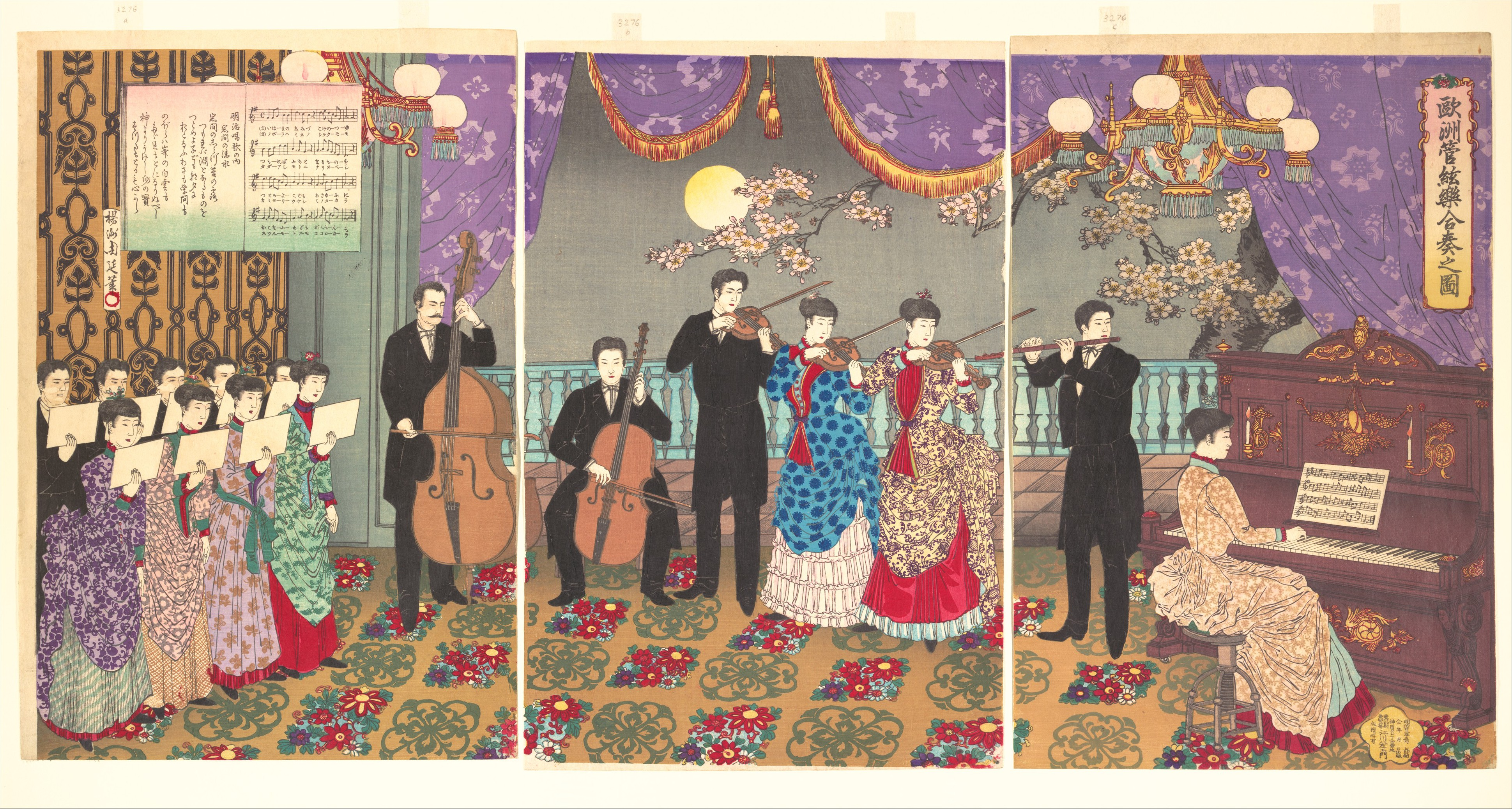
合奏:楊洲周延「欧州管絃楽合奏之図」（1889年）

アンサンブル（仏: ensemble）は、音楽用語で2人以上が同時に演奏すること。
合奏、重奏、合唱、重唱の意味、あるいはそれらの団体の意味にも用いられる。一般的に、オーケストラ（管弦楽団）は規定の楽器編成を満たした大人数の演奏団体（50人から100人前後）を意味するため、これに含まれない室内楽の演奏団体をアンサンブルと呼ぶことが多い。
古典派やロマン派では、室内楽の編成として弦楽四重奏やピアノ三重奏、木管五重奏、金管五重奏などのある程度固定化された演奏形態が存在し、これらのうち独立した団体として頻繁に演奏活動を行う団体もあるが、それ以上の人数でなおかつ標準的なオーケストラまでは必要としないアンサンブルとなると、室内管弦楽団（チェンバー・オーケストラ）という名称の演奏団体として活動するか、フルオーケストラの中の抜粋メンバーがそれらの音楽を演奏する。また、金管のみいくつも必要とするなどの特殊編成の場合はオーケストラのメンバーだと賄いきれず、金管奏者のみが多数揃った金管アンサンブルが演奏を担う（他の楽器でも同様）。
古楽や現代音楽では独特の編成を持つ楽曲も多く、これらの曲を専門に手がける演奏団体が存在し、それらのうちのいくつかはアンサンブルという名称を名乗っている。

## 衣装としてのアンサンブル
アンサンブル（衣装）とは組み合わせて作られている事を図で表して着用している一揃いの服のことで、ワンピースとジャケット、コートとワンピース、ワンピースとボレロ、スカートとブラウスなどを指す。一般的には洋服に分類される。

## アンサンブル演奏に関する資料・文献
- 堀内靖雄, 三井卓, 井宮淳, & 市川憙. (1996). 二人の人間による演奏の収録と分析. 情報処理学会研究報告. 音楽情報科学, 96(53), 21-26.